# Talizman (powieść Waltera Scotta)
Talizman. Powieść z czasów wojen krzyżowych (ang. The Talisman) – powieść historyczna Waltera Scotta z 1825 roku jako druga z jego „Opowieści krzyżowców” (ang. Tales of the Crusaders).
Akcja powieści rozgrywa się w Palestynie w czasie III wyprawy krzyżowej na czele której stał król Anglii Ryszard Lwie Serce. W języku polskim powieść po raz pierwszy została wydana w 1826 roku (w 1875 opublikowano ją pod tytułem Ryszard Lwie Serce). W roku 1954 książka została zekranizowana jako Ryszard Lwie Serce i krzyżowcy (reż. David Butler).

## Bibliografia

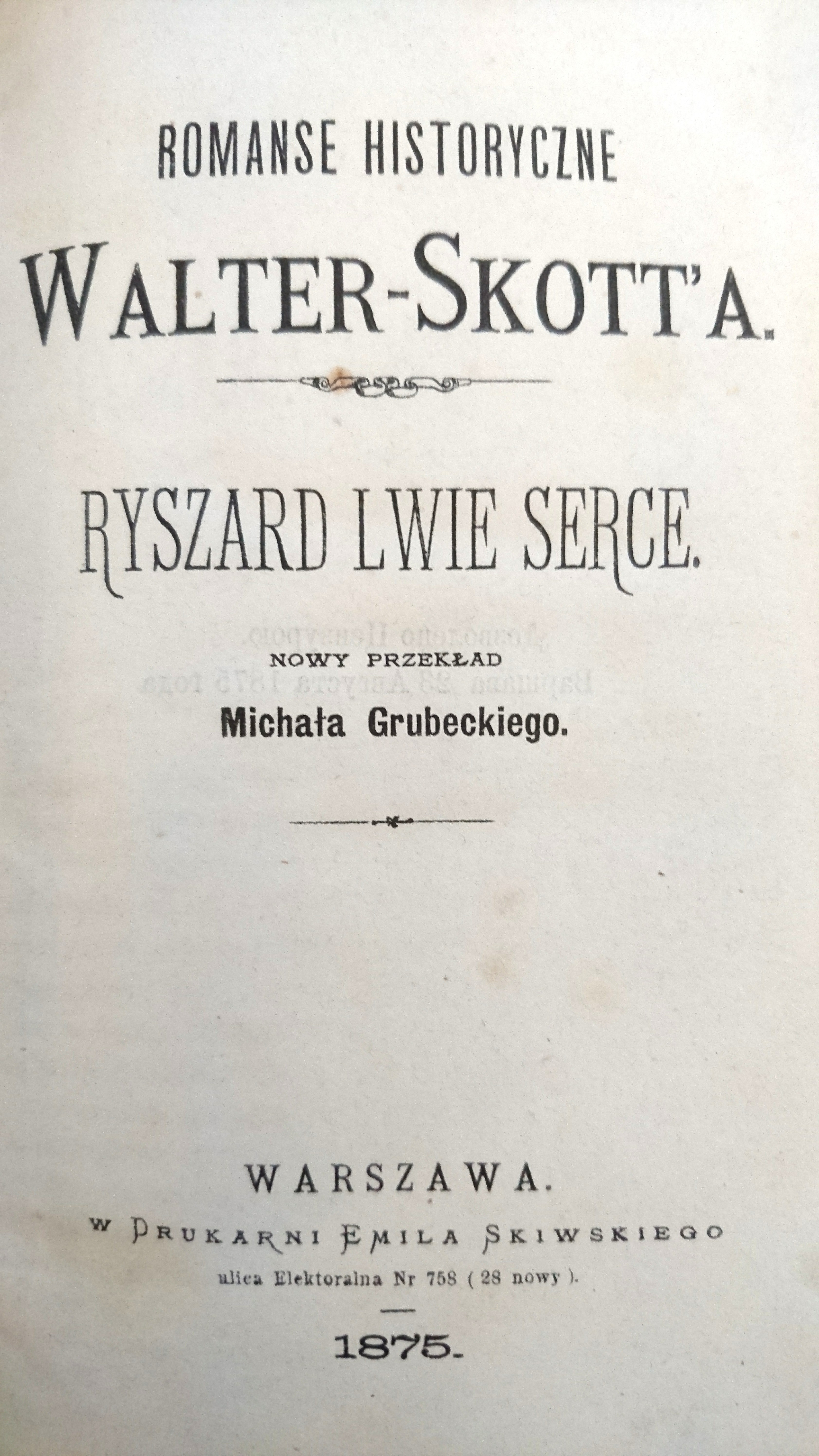
Strona tytułowa książki "Ryszard Lwie Serce" wydanej w języku polskim w 1875 roku w tłumaczeniu Michała Grubeckiego. Wydane w drukarni Emila Skiwskiego ul. Elektoralna 758.